# Chihuo sunzao
Chihuo sunzao är en fjärilsart som beskrevs av Yang 1978. Chihuo sunzao ingår i släktet Chihuo och familjen mätare. Inga underarter finns listade i Catalogue of Life.